# Станишичи (этно-деревня)
Станишичи (серб. Станишићи) — этно-деревня в окрестностях Биелины, на Павловичской дороге, в трёх километрах от города. Создателем и владельцем комплекса является Борислав Станишич.

## Услуги комплекса

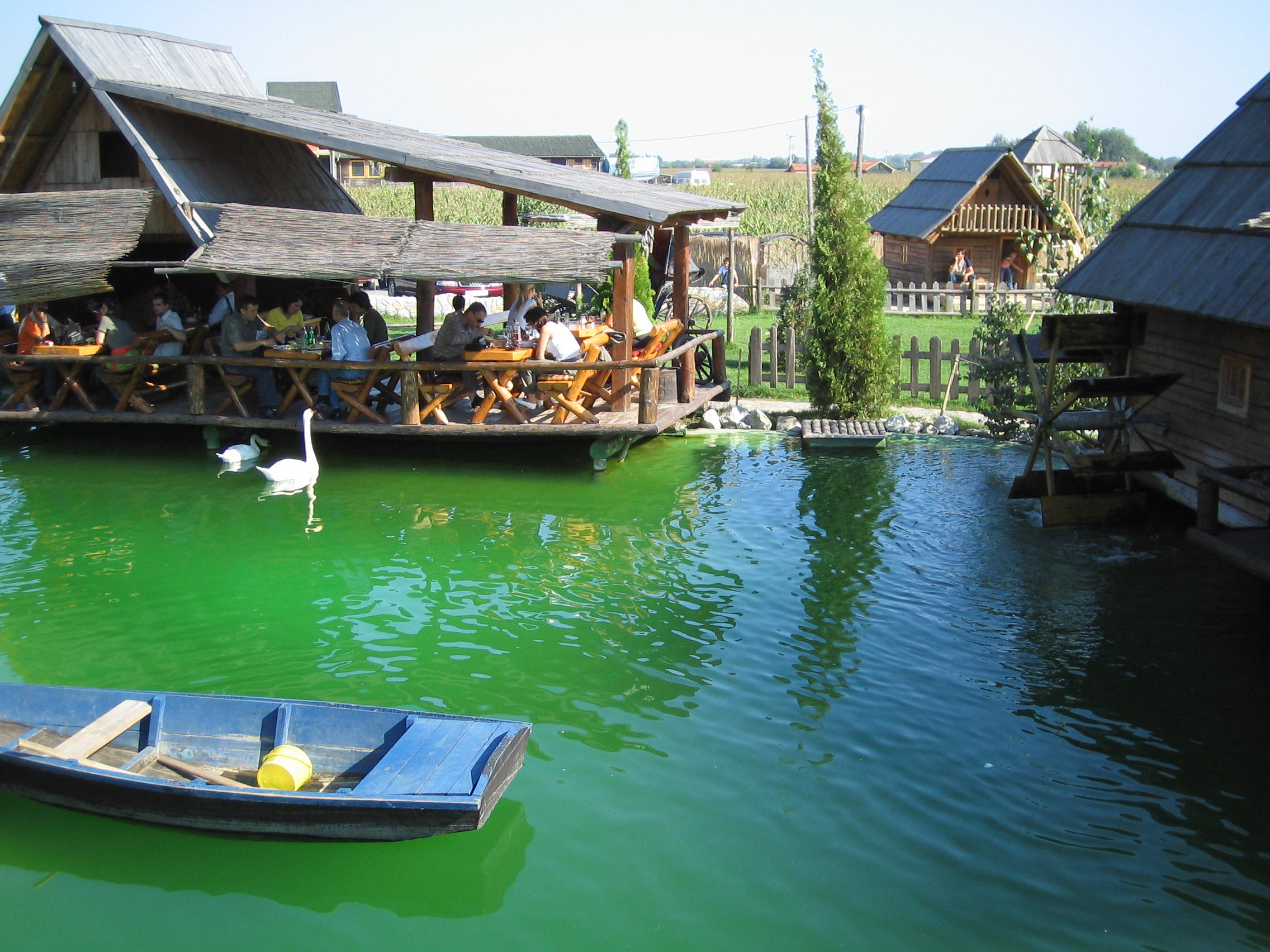
Ресторан у воды

Комплекс был построен в марте 2003 года. Первоначально он состоял из искусственного пруда, ресторана и ручья, но со временем он расширился и включил в себя две функциональные водяные мельницы, одну (1917 года выпуска) и вторую (1937 года), молочник (1948 года), каменный колодец, сарай и второй пруд. Есть также рестораны с местными фирменными блюдами, приготовленными на традиционном очаге, в которых подают выпечку из муки, изготовленной в двух мельницах, а также блюда современной кухни. Вход в комплекс бесплатный.
В комплексе также находится монастырь Святого Отца Николая, освящённый епископом Зворницко-Тузланским Василием, епископом Захумо-Герцеговинским Григорием и епископом Американским и Канадским Лонгином 22 мая 2006 года. Частицы мощей Святого Николая Чудотворца и Императора Уроша V были возложены на престол. После освящения в монастыре состоялось много крещений и свадеб.
Этно-деревня содержит несколько старых подлинных динарского типа бревенчатых изб, перенесённых из разных мест бывшей Югославии (из деревни Бргуле в окрестностях Вареша, из деревни Дуганджичи в окрестностях Олово и т. д.). В избах имеются по две большие и три малые комнаты с ванными. В них, как и в других зданиях, есть старая мебель, деревянные ложки, оборудование для раздачи молока, старые люльки и ковры.
В этнодеревне «Станишичи» также много лебедей и уток, а неподалёку есть небольшие конюшни, где имеется школа верховой езды. С целью катания для детей в конюшне выращивают три пони.

## Развлечения
Посещая этно-деревню, можно проехать на пароме и охотничьих санях через деревни Семберии и вдоль берега Дрины.
В этно-деревне «Станишичи» также есть деревянный дом 1933 года, в котором продаётся уникальная деревянная мебель (штативы, стулья, столы), старинные инструменты и другие сувениры.

## Спорт
Станишичи является штаб-квартирой футбольного клуба Звиезда 09.

## Развитие
Этно-деревня продолжает расширяться со строительством новых объектов. На завершающей стадии находится строительство конгресс-зала на 120 мест, а также возведение нескольких «старинных» домов, в которых будут выполняться традиционные работы по дому, такие как прядение, ткачество и гончарное дело, и в одном из них запланирована кузнечная мастерская.

## Галерея

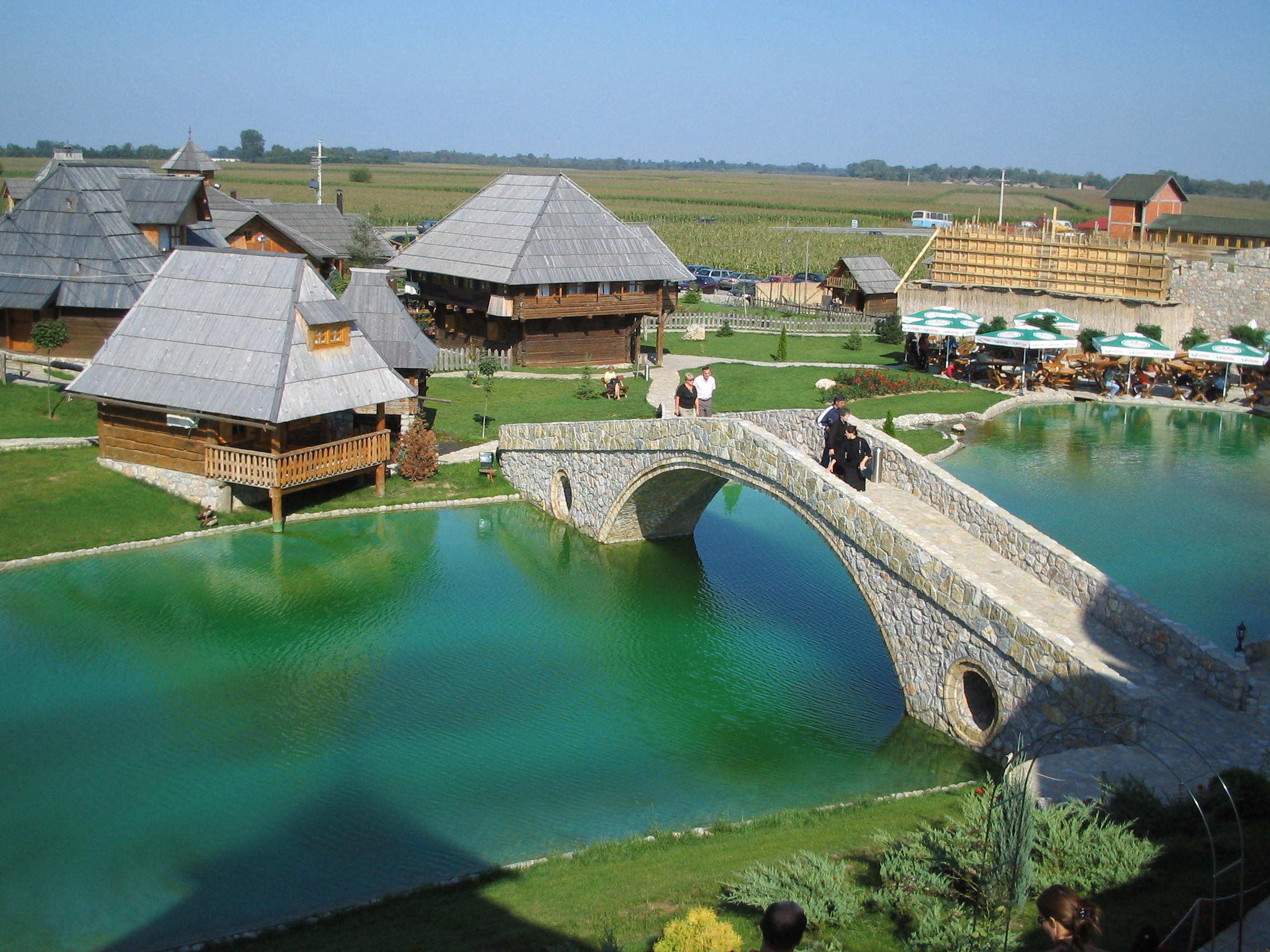
Каменный мост
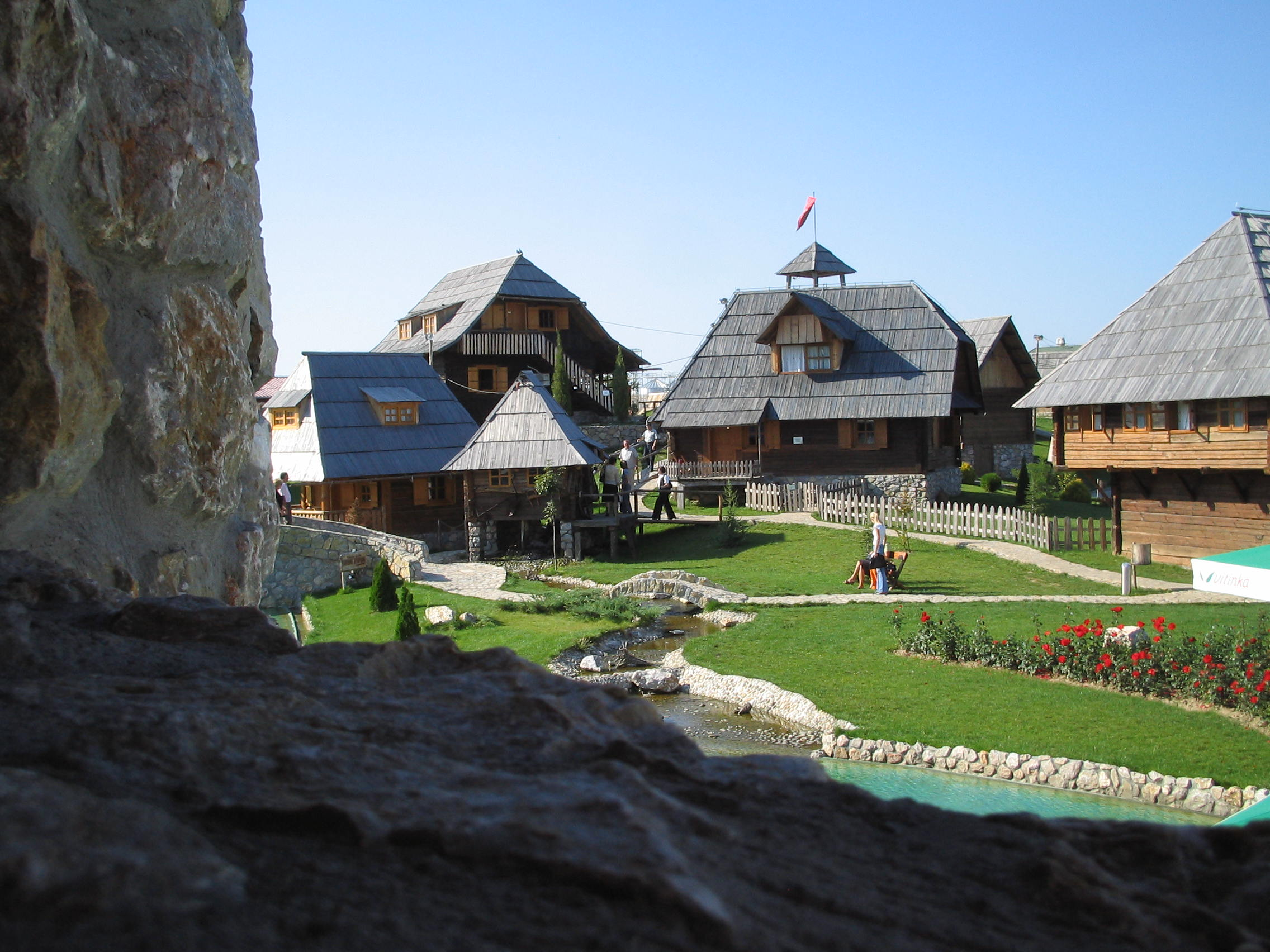
Рестораны и шале вокруг озера
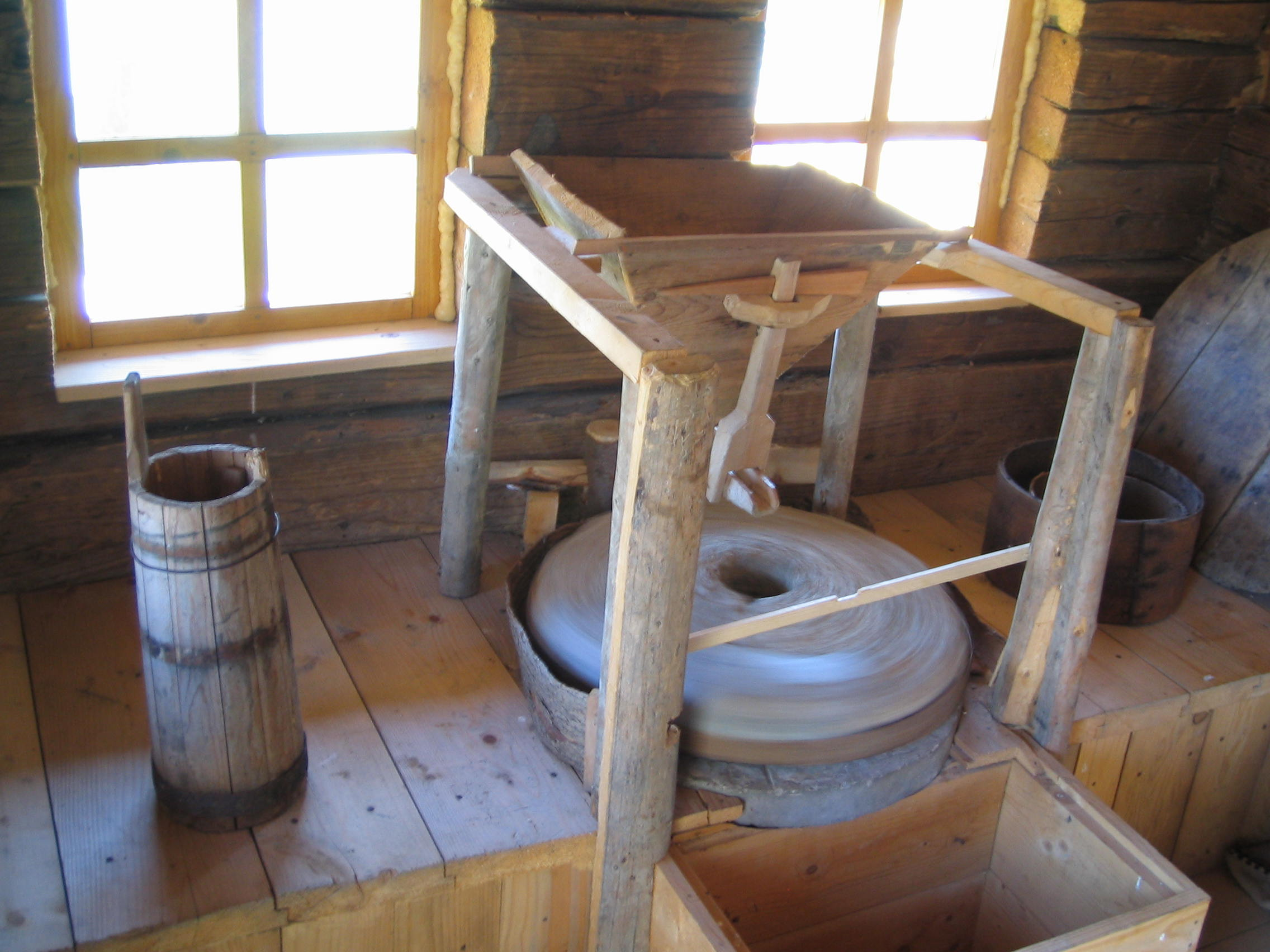
Интерьер мельницы
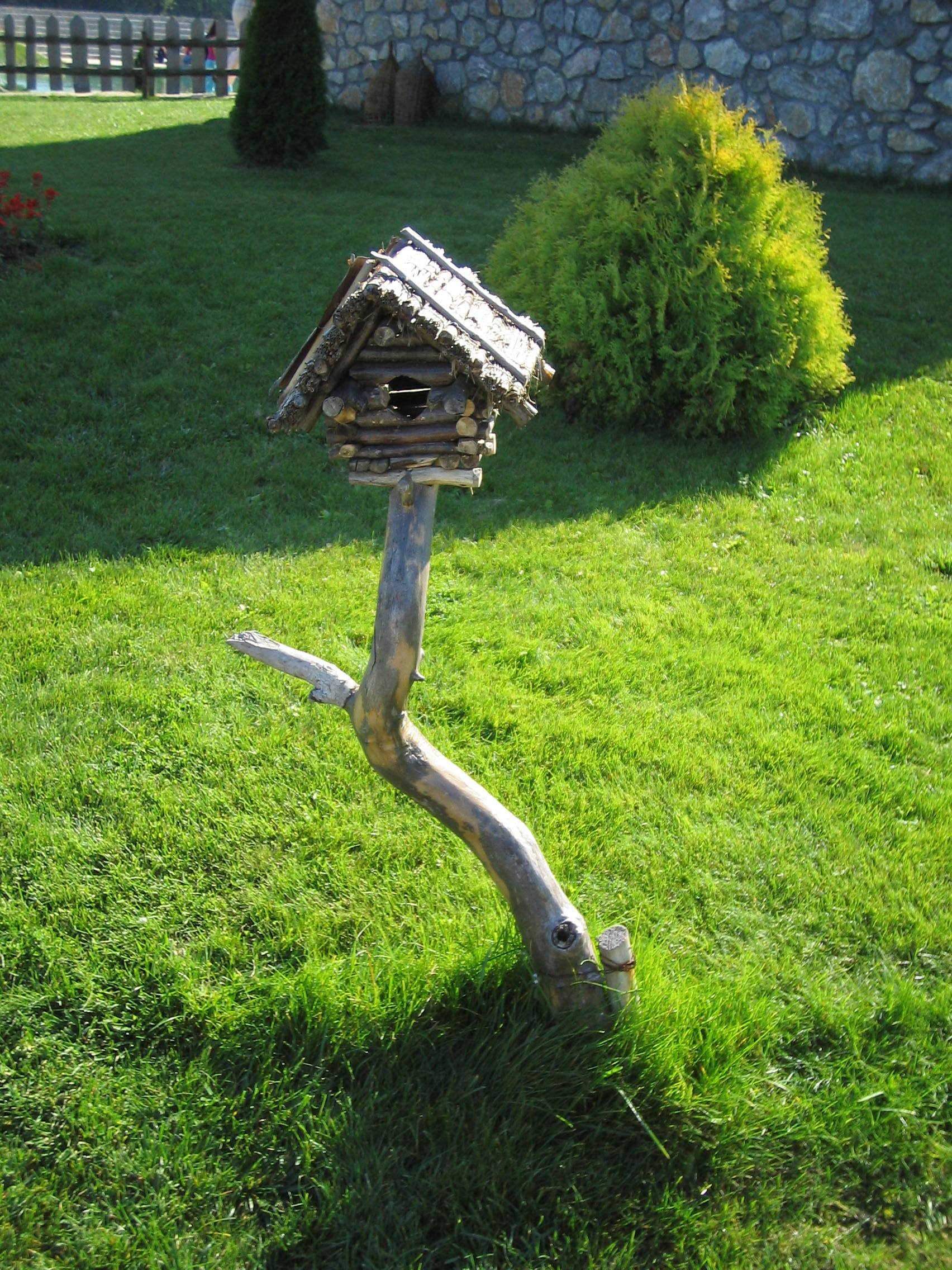
Скворечники
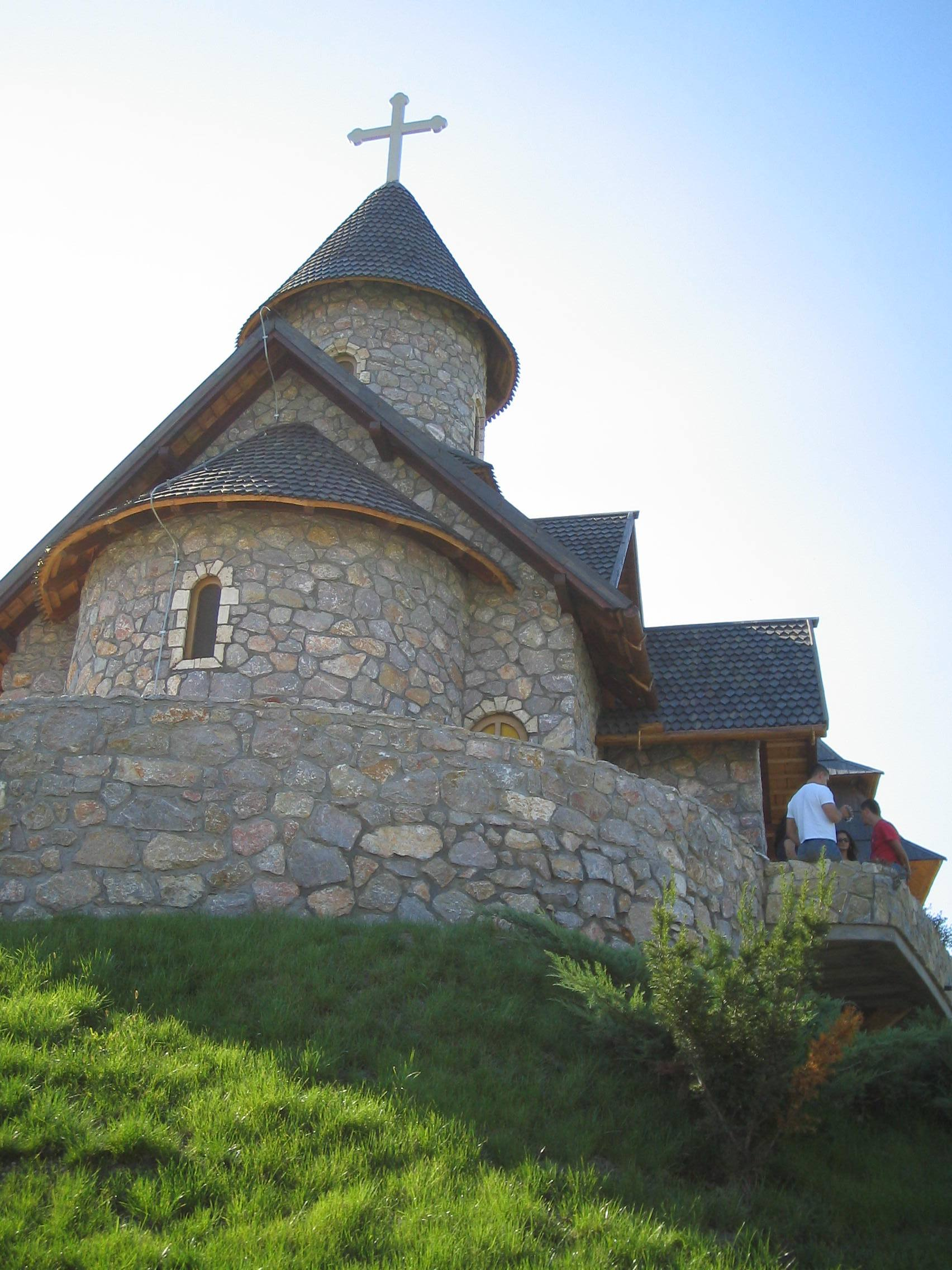
Монастырь Святого отца Николая
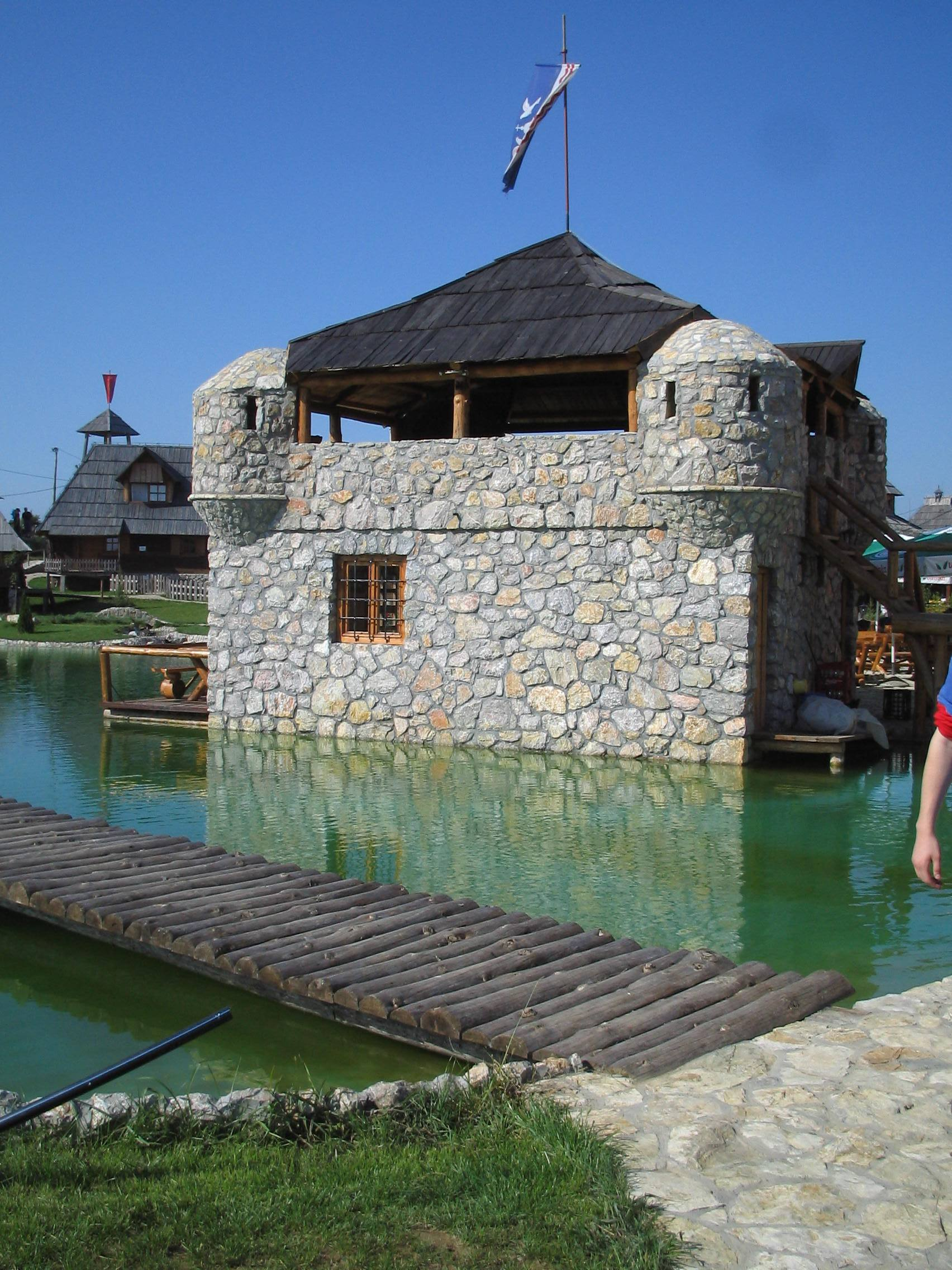
Корчма